# Sankt Petersburger AEV
Sankt Petersburger AEV (Sankt Petersburger Amateur Eislaufverein, tyska för "Sankt Petersburgs amatörskridskoåkningsförening") kallades den ryska bandyföreningen Jusupov Sad («Юсупов Сад») från Sankt Petersburg, bildad av ryska affärsmän, när den begav sig ut på Europaturné 1907), och deltog vid Kamraternas vinterfäst i Stockholm där man besegrade Officerarnas HK med 7-3, IFK Stockholm med 4-2 samt spelade lika, 4-4, mot IFK Uppsala.
I början av mars 1907 åkte man till Helsingfors, där mötte ett förstärkt IFK Uppsala och förlorade med 3-5 efter bland annat två mål av Sune Almkvist.

### Fotnoter
1. ↑  ”Nordiska spelen”. Bandytipset. https://www.oocities.org/~bandytips/Kalenderbiteri/Svetab/NS.html. Läst 15 oktober 2011.
2. ↑  Claes-G Bengtsson (24 september 2009). ”102 år sedan första rysskampen”. Svenska Bandyförbundet. https://www.svenskbandy.se/NYHETER/CLASSESHISTORISKAHORNA/Aldrekronikor/102arsedanforstarysskampen. Läst 15 oktober 2011.